# Mariam Bacaszwili

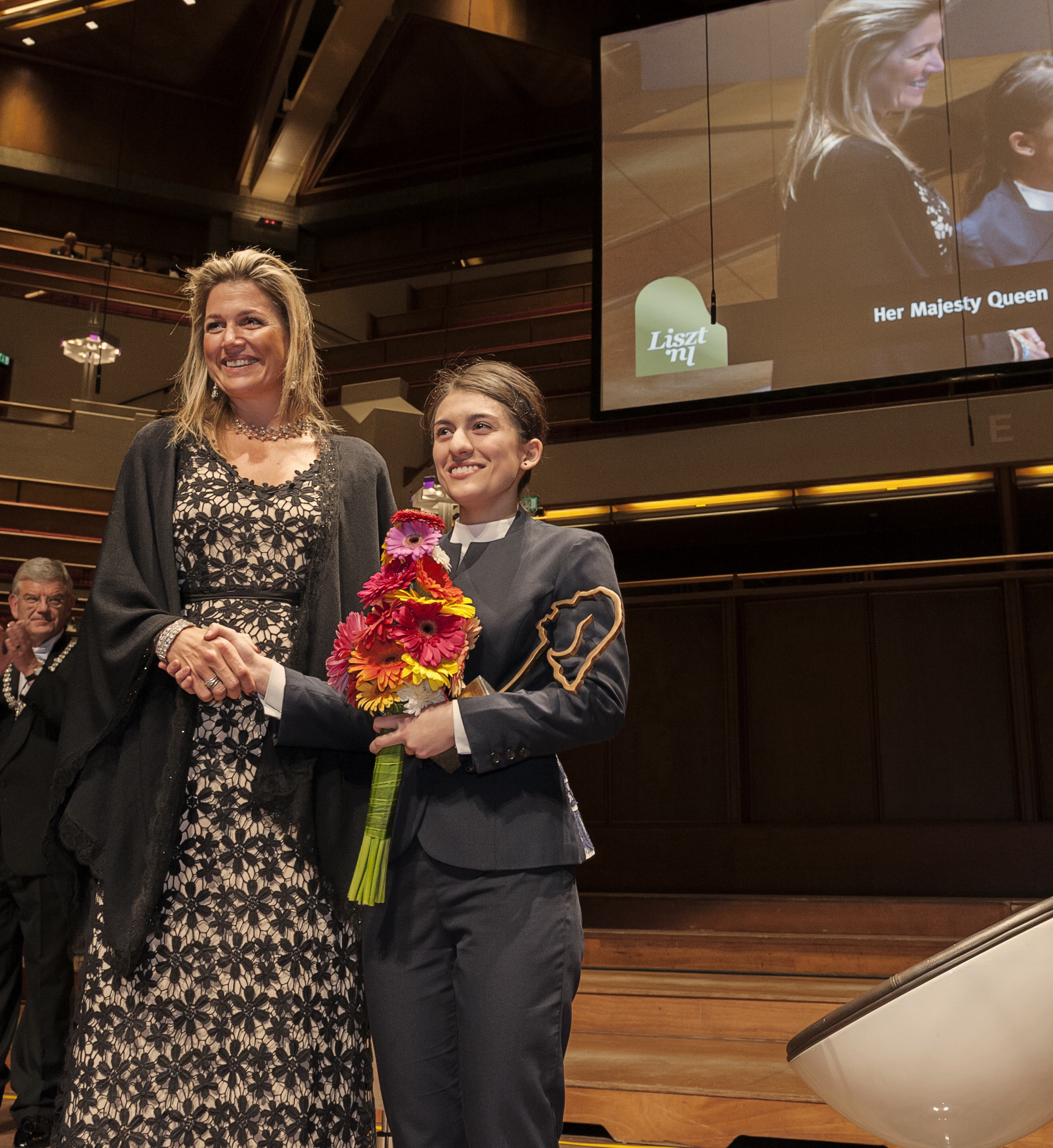
Mariam Bacaszwili z Królową Maksymą w 2014

Mariam Bacaszwili (gruz. მარიამ ბაწაშვილი, ur. 1 czerwca 1993 w Tbilisi) – gruzińska pianistka, zwyciężczyni Międzynarodowego Konkursu Pianistycznego im. Franza Liszta w Utrechcie w 2014.

## Życiorys
Naukę gry na fortepianie zaczęła w wieku 5 lat, w Głównej Szkoły Muzycznej w Tbilisi im. E. Mikeladzego, gdzie uczyła się w klasie Natalii Natswliszwili. Następnie kontynuowała naukę w Wyższej Szkole Muzycznej im. Franza Liszta w Weimarze w klasie Grigorego Gruzmana. 8 listopada 2014 zdobyła I nagrodę w 10 Międzynarodowym Konkursie Pianistycznym im. Franza Liszta w Utrechcie po wcześniejszym zwycięstwie w Międzynarodowym Konkursie Młodych Pianistów im. Franza Liszta w Weimarze w 2011. W 2012 zajęła II miejsce w Międzynarodowym Konkursie Pianistycznym im. Marii Herrero w Grenadzie.
W 2015 otrzymała nagrodę im. Arturo Benedetti Michelangelego, a w sezonie 2016-2017 została "wschodzącą gwiazdą" Europejskiej Organizacji Sal Koncertowych (ECHO).
W latach 2017–2019 była jedną z artystek nowej generacji BBC. W 2019 podczas otwarcia koncertu The Proms wykonała Koncert fortepianowy Clary Schumann z Ulster Orchestra pod batutą Rafaela Payare. W tym samym roku ukazał się jej debiutancki album Chopin-Liszt nakładem Warner Classics.